# 沃克斯曼-巴考尔界限
沃克斯曼-巴考尔界限是指基于已观测到的高能宇宙线计算出的高能中微子通量的上限。由于超高能宇宙线可产生高能中微子，因此前者的观测速率可对后者的通量进行限定。该上限值的名字源于埃利·沃克斯曼和约翰·巴考尔。

## 提出背景

宇宙线通量与粒子能量的关系图

沃克斯曼-巴考尔界限来源于对不同能量的宇宙线及其相应通量的分析。宇宙线是来自外太空的带电高能亚原子粒子，以近乎光速射向地球。这些射线的来源十分丰富，如太阳、太阳系、银河系，甚至宇宙中更远的地方。
自这些宇宙线射入地球大气后，宇宙线将与大气中的原子相互作用，形成空气簇射。这些簇射来自次级粒子的级联反应，其中包括μ子和中微子。其中，在大气中产生的中微子被称为大气中微子。通过观测大气中微子，可以得知其能量和通量分布。不过，需要注意的是，沃克斯曼-巴考尔界限不适用于大气中微子，而只适用于来自银河系外的超高能中微子。
根据埃利·沃克斯曼和约翰·巴考尔对中微子的研究，似乎存在一个非常高能的中微子空白区域。其虽然超出了大气中微子的能量上限，但仍低于宇宙线的理论上限值（GZK极限）。这意味着，可能存在尚未被探测到的银河系外高能中微子源。

### 大气中微子

大气中微子的形成过程示意图

大气中微子通常产生于大致距地表约15千米上空的地球大气中。它们是由粒子（通常是质子或轻原子核）撞击大气中的其他粒子而产生的。这些中微子通常以如同瀑布的形式降落到地球表面。
1960年代，大气中微子首次被成功探测到。由此，高能物理学家可以通过观测确定中微子的能量及其相关的通量。目前，中微子可以通过许多不同的实验进行探测，从而实现更高精度的能量和通量测量。

### GZK极限
GZK极限是宇宙中可以在无相互作用影响下传播的宇宙线的能量上限，其值约为5×1019 eV。如果银河系外的宇宙射线的能量大于此极限，则理论上在地表无法观测到。这一极限的存在是因为在比GZK极限还要高的能量之下，且如果传播距离超过了超过50 Mpc，则宇宙线与CMB光子的相互作用会增加。由于这些相互作用的存在，新产生的宇宙线粒子的能量越来越低，最终导致能量超过1020 eV的中微子无法抵达地球。需注意的是，这种相互作用还会产生被称为宇宙起源中微子的中微子，其能量通常比宇宙线粒子的每个核子能量低一个数量级。

## 界限值
根据沃克斯曼和巴考尔于1999年的研究，沃克斯曼-巴考尔界限的值为
{\displaystyle I_{\text{max}}=1.5*10^{-8}*\xi _{z}{\text{ GeV}}{\text{ cm}}^{-2}{\text{ s}}^{-1}{\text{ sr}}^{-1}.}
其中，{\displaystyle I_{\text{max}}}代表高能中微子通量上限的2倍，{\displaystyle \xi _{z}}为修正因子。

### 红移损失
在上述推导的中微子强度中，{\displaystyle \xi _{z}}为考虑了红移效应后的修正因子。这是由于有些中微子虽然最初具有较高的能量，但由于红移效应而以较低的能量被探测到。该修正因子的表达式为
{\displaystyle \xi _{z}={\frac {\int _{0}^{z_{\text{max}}}g(z)(1+z)^{-7/2}f(z)\mathrm {d} z}{\int _{0}^{\inf }g(z)(1+z)^{-5/2}\mathrm {d} z}}.}
其中，{\displaystyle f(z)}是一个与中微子产生率有关的函数，{\displaystyle g(z)}是一个基于宇宙学的函数。
不过，根据对距地球较近星系和星系团的研究，红移校正被发现对沃克斯曼-巴考尔界限没有显著影响。这意味着，只有来自某种其他外部来源的中微子才有可能取未考虑红移损失情况下的值。

### 其他校正因素
如果在磁场的影响下质子被阻止传播至源头之外，只有中微子可以传播到外界的话，地球上或许可以观测到能量更高的中微子。因此，除红移效应外，中微子产生之处的磁场起初也被认为是影响沃克斯曼-巴考尔界限值的因素之一。不过，根据沃克斯曼和巴考尔、菲利普·P·克伦贝格等人的研究，磁场被认为不会对沃克斯曼-巴考尔界限值产生影响。

## 界限值附近的中微子来源
虽然IceCube等中微子实验设施已经观测到了沃克斯曼-巴考尔界限值附近的高能中微子，但其来源一直未被探明。目前，与活动星系核、伽玛射线暴相关的多种假说被提出。